# Palazzo delle Finanze

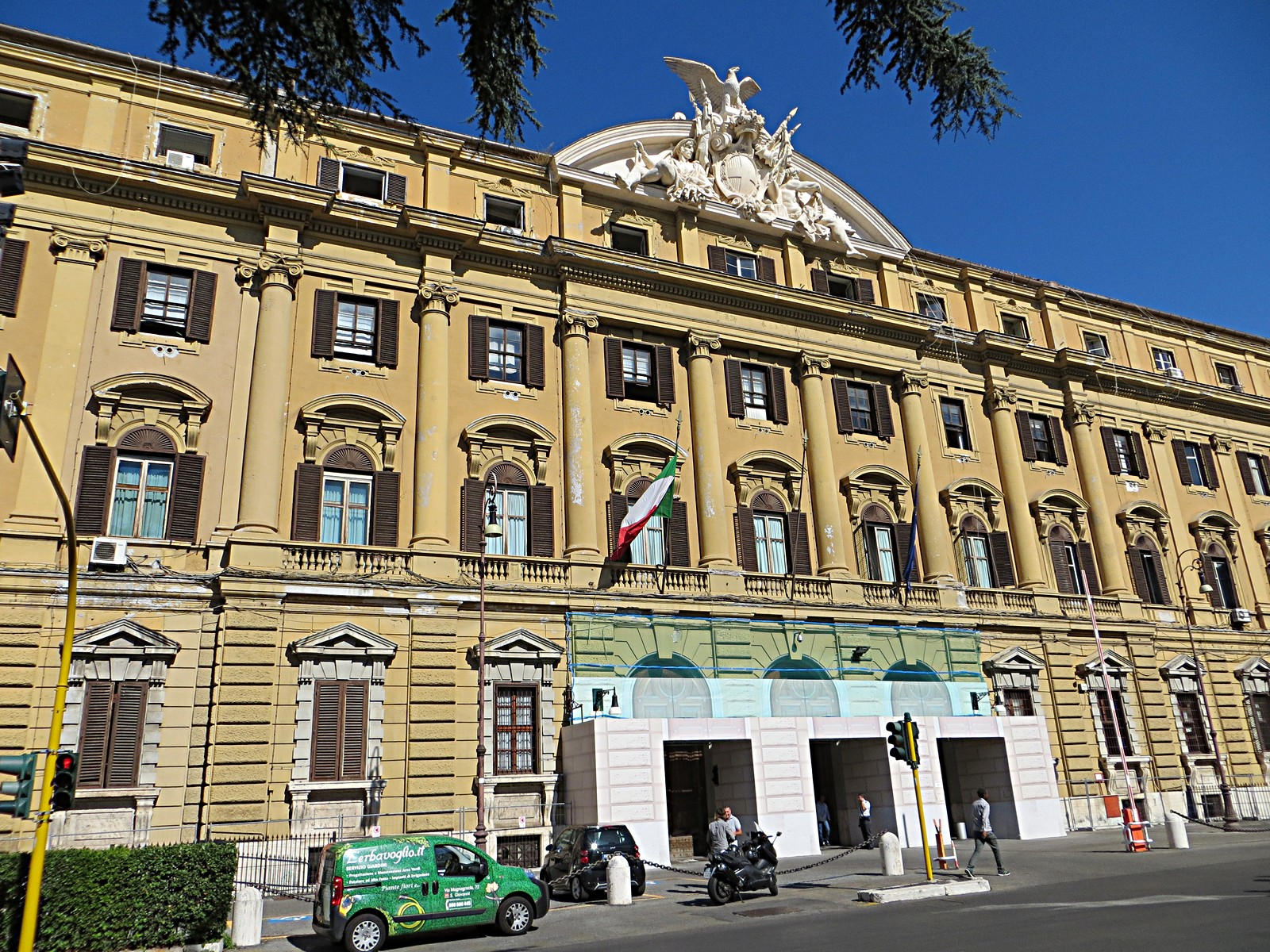
Fachada na Via XX Settembre.

Palazzo delle Finanze ou Palazzo del Ministero delle Finanze é um enorme palácio localizado num quarteirão delimitado pela Via XX Settembre, onde está a fachada principal, a Via Goito, a Via Cernaia e a Via Pastrengo, no rione Castro Pretorio. Abriga desde a sua construção o Ministério da Economia e das Finanças da Itália.
É o segundo maior palácio de Roma, menor apenas que o Palácio Quirinal, que era o antigo palácio papal e é atualmente o palácio do presidente da República Italiana.

## História

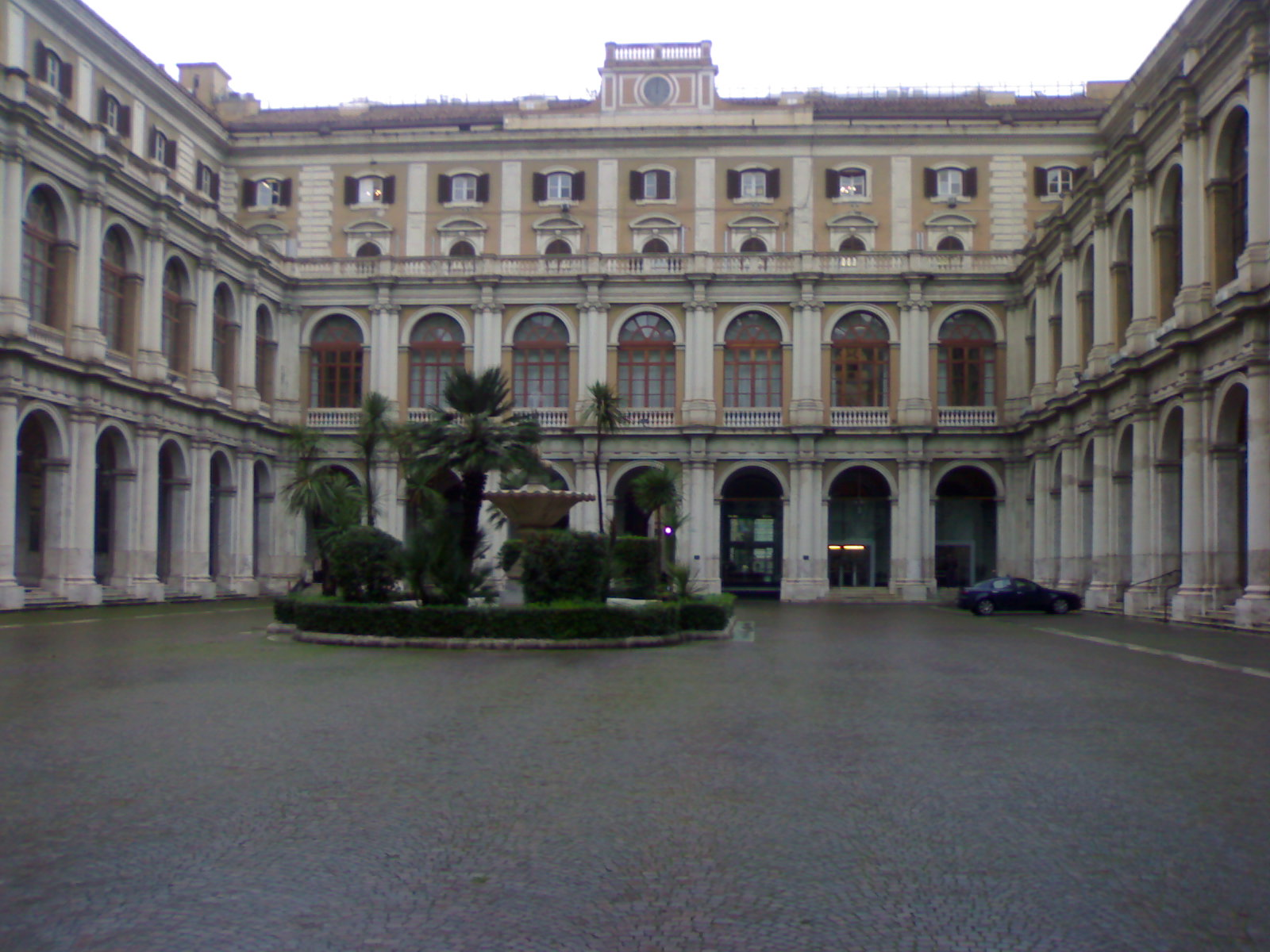
O belo pátio interno de Francesco Pieroni.

Este palácio foi construído por ordem de Quintino Sella para abrigar 2 200 funcionários do Ministério das Finanças do Reino da Itália, incluindo o pessoal da Corte dei Conti e das diretorias gerais do Tesouro, do Patrimônio, da Dívida Pública e da Cassa Depositi e Prestiti. A obra inteira foi completada em cinco anos e atualmente abriga 7 295 funcionários do ministério. O projeto foi do engenheiro Raffaele Canevari, que contou com a colaboração de outros importantes arquitetos da época: o pátio interno renascentista com pórticos e fonte no centro é de Francesco Pieroni, o portal na Via XX Settembre é de Ercole Rosa e o da Via Cernaia, de Pietro Costa.
O ímpeto para a construção deste palácio, assim como as obras de modernização da estação Roma Termini (antiga Pio Centrale), era parte do ímpeto da irresistível onda de expansão urbana que marcou o nascimento, segundo o "Piano Regolatore" de Luigi Pianciani (1873), dos "novos" quarteirões de Roma: o "Macao" ou "Quartiere dell'Indipendenza" (moderno rione Castro Pretorio, do qual o Palazzo delle Finanze é parte), os riones Sallustiano, Ludovisi e Esquilino, todos idealizados depois da captura de Roma, que se tornou a capital do Reino da Itália. Para as obras da construção do Palazzo delle Finanze foram demolidas as ruínas da Porta Colina, uma das poucas sobreviventes da antiga Muralha Serviana, e parte das ruínas das Termas de Diocleciano foram re-enterradas. Em 1873, durante as obras, foram descobertos os restos do antigo titulus de San Ciriaco alle Terme di Diocleziano.
Entre 1961 e 2014, o palácio abrigou o Museo Numismatico della Zecca Italiana, com mais de 20 000 itens, especialmente moedas e medalhas comemorativas. Boa parte da coleção foi confiscada em 1870 das coleções da casa da moeda dos Estados Papais.

## Descrição

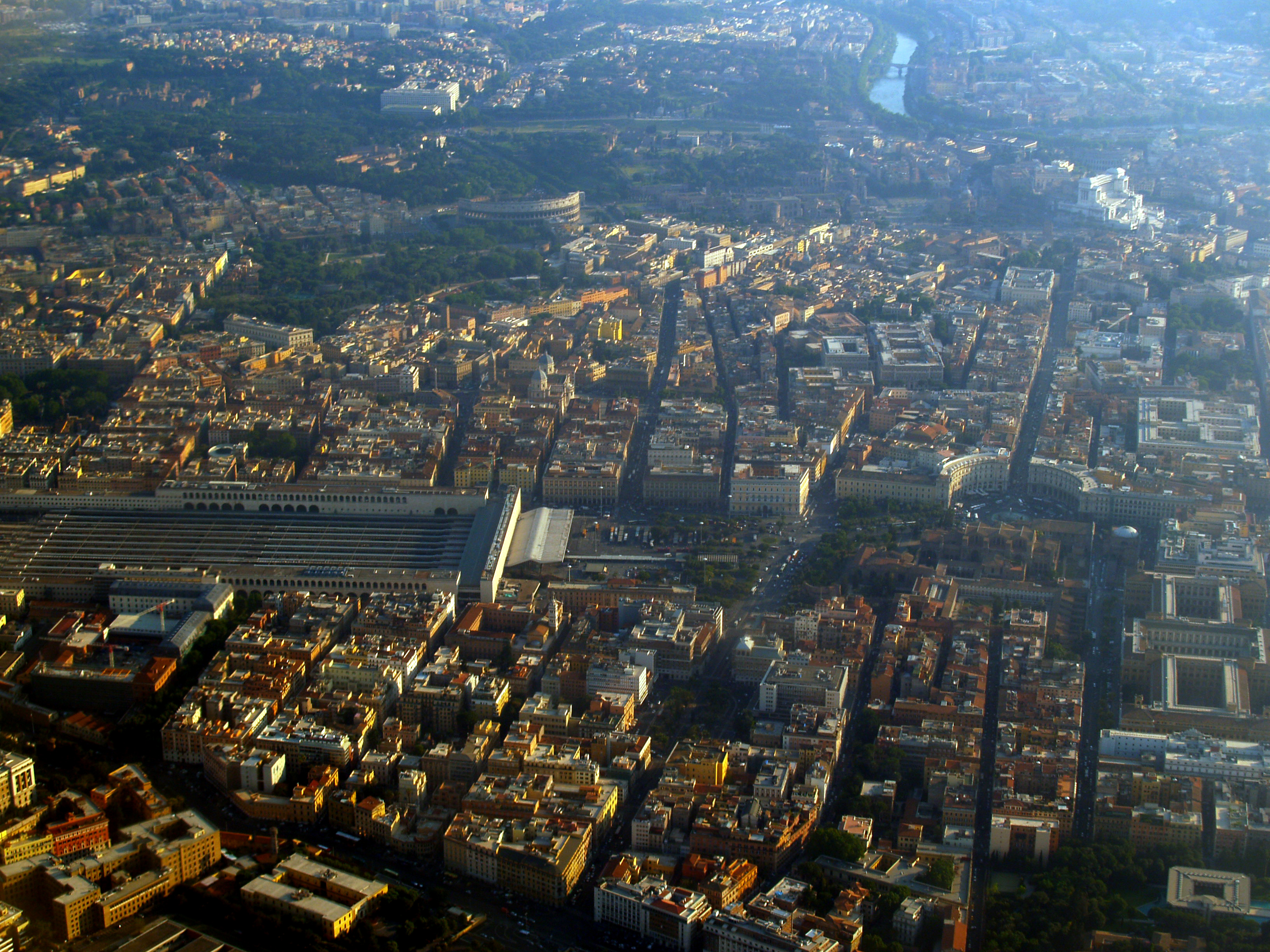
Nesta vista aérea de Roma é possível compreender as dimensões do Palazzo delle Finanze, que é o grande edifício com dois pátios internos no canto inferior direito. No mesmo eixo, à esquerda, a estação Roma Termini e, entre os dois, a Piazza della Repubblica.

O edifício tem 300 metros de comprimento e 120 de largura, o que resulta numa área de 152 000 m2.
Primeiro grande edifício público da nova capital, o edifício abrigou por um período o Conselho de Ministros, que se reunia na Sala della Maggioranza, cujo teto, decorado por Cesare Mariani, representa, no centro, uma alegoria da Itália, e, nos quatro cantos, de frente para a balaustrada, os quatro grupos que, de forma idealizada, determinaram a unidade e a independência do novo país reunificado: a Casa de Saboia, os condottieri militares, os políticos legisladores e os poetas e filósofos. O lustre central, original, em ferro forjado e as decorações douradas são de Francesco Pieroni. Notável também é a Sala del Parlamentino, onde, historicamente, se realizavam as audiências públicas da Corte dei Conti. Coroando o espaço, de pé-direito duplo, um projeto de Domenico Bruschi e Cecrope Barilli, está o famoso teto em caixotões decorado com motivos florais. Também muito conhecida é a Sala Azzurra, onde se reunia a diretoria-geral do Tesouro e que conta com vitrais da antiga e prestigiosa vidraçaria De Matteis de Florença.

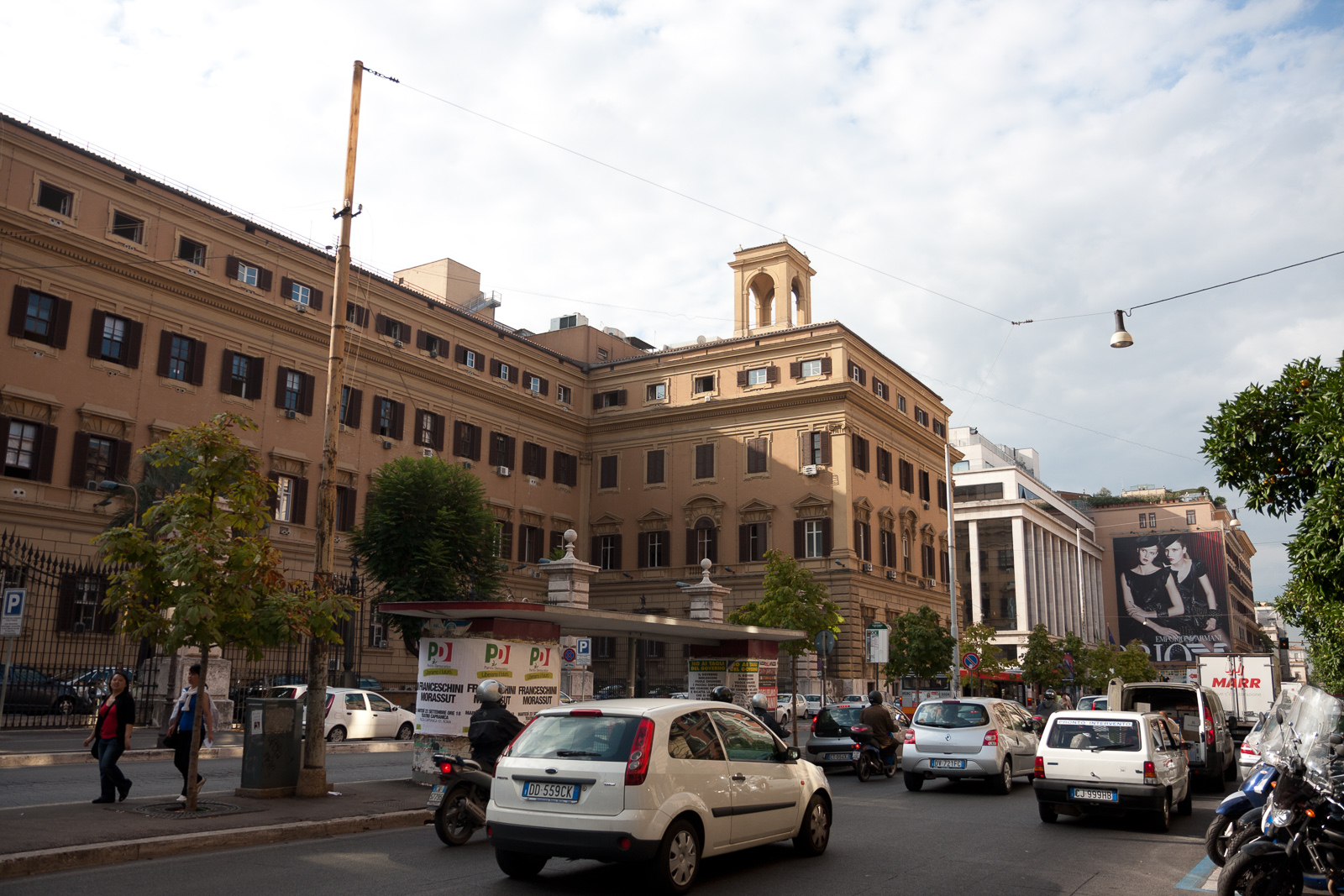
Vista de uma das alas laterais do palácio na Via XX Settembre.

Entre 2003 e 2006 foram realizadas quatro importantes intervenções no palácio com o objetivo de modernizá-lo do ponto de vista arquitetônico e tecnológico: o novo portal de aço e vidro chamado Porta dell'Europa, o Pool Informatico DT-RGS, a nova biblioteca do Departamento do Tesouro e o "Polo Multifuncional RGS". As quatro foram descritas na bibliografia recente do palácio; os últimos três, obras do arquiteto Daniele Durante.

## Ligações externa
- «Palazzo delle Finanze» (em italiano). Site oficial